# Міжнародна премія імені Карла Великого

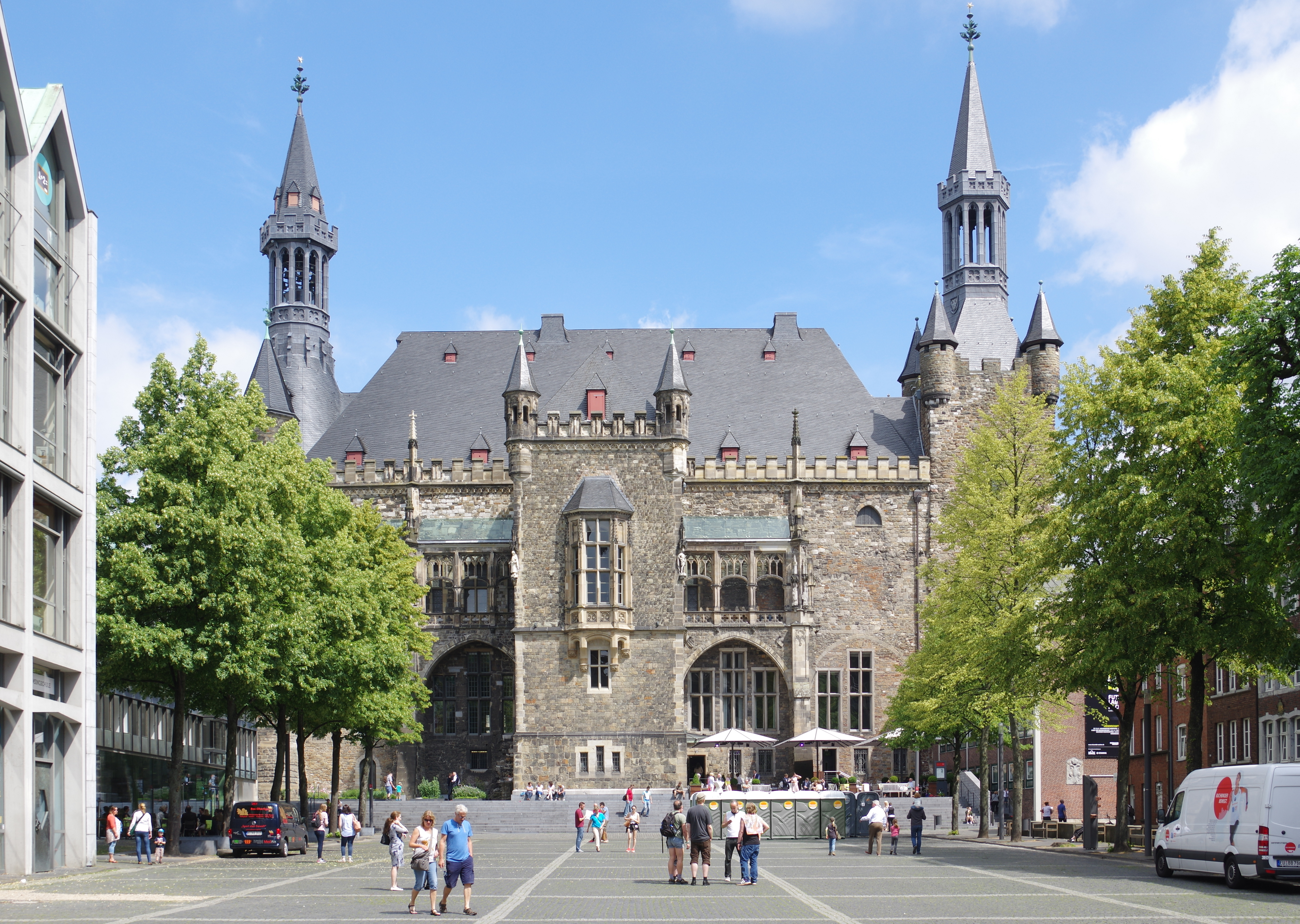
Ратуша міста Ахен, де вручається нагорода

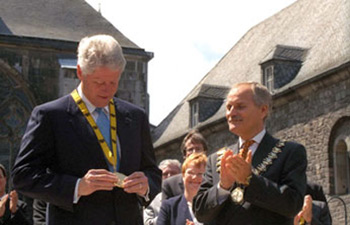
Білл Клінтон отримує премію у 2000 році

Міжнародна премія імені Карла Великого (англ. Charlemagne Prize фр. Prix Charlemagne) — престижна європейська премія за внесок в об'єднання Європи. Присуджується щороку з 1950 року німецьким містом Аахен особам, які зробили великий внесок до реалізації ідеалів, під якими започатковано премію. Названа на честь Карла Великого, засновника Франкської імперії та фактичного засновника Священної Римської імперії, який керував державою з Аахена. Традиційно вручається у свято Вознесіння на церемонії в Коронаційній залі ратуші Аахена.
Лауреати Премії Карла Великого нагороджуються спеціальною грамотою, медаллю та символічною нагородою у 5 тисяч євро. На аверсі пам'ятної медалі зображені сам імператор і старовинна печатка Аахена XII століття, на реверсі гравірується заслуга конкретного лауреата перед європейськими народами. З 2008 року премія вперше присуджується у двох категоріях: не тільки заслуженим політикам, видатним громадським і державним діячам, але й молодим людям у віці від 16 до 30 років. Лауреатів визначає спеціальний конкурс молодіжних проєктів, що проводиться преміальним фондом спільно з Європейським парламентом.
У 2002 році премією нагороджено валюту євро.

## Історія
19 грудня 1949 року Курт Пфайффер представив на засіданні заснованої ним читацької групи "Corona Legentium Aquensis" свої пропозиції щодо премії: 
"Ми маємо честь запропонувати щорічне вручення міжнародної премії за найцінніший внесок у розвиток західноєвропейського порозуміння і праці на благо суспільства, а також на благо людства і миру в усьому світі. Цей внесок може бути у сфері літературної, наукової, економічної чи політичної діяльності".
Спонсори премії, місто Аахен, називають Карла Великого "засновником західної культури" та стверджують, що за його правління місто Аахен було духовним і політичним центром всієї нинішньої Західної Європи.
Перша премія Карла Великого була присуджена Ріхарду фон Куденхове-Калергі, засновнику Пан'європейського Союзу.
Після вручення нагороди італійському прем'єр-міністру Альчіде де Гаспері в 1952 році, Міжнародна премія Карла Великого міста Аахен неодноразово надсилала меседжі, що виходили далеко за межі Німеччини і сприяли "єдності Європи".
Спонсори премії стверджують, що список лауреатів премії Карла Великого відображає історію європейського процесу об'єднання, який зазвичай називають європейською інтеграцією. Вони продовжують, що її отримували батьки-засновники Об'єднаної Європи, такі як де Гаспері, Шуман, Монне і Аденауер, а також ті, хто втілював надію на інтеграцію, такі як Едвард Хіт, Константінос Караманліс і Його Величність Хуан Карлос I.
Спонсори наголошують, що Премія Карла Великого є не лише вираженням вдячності за довготривалі заслуги в ім'я єдності Європи, але й заохоченням та вираженням надій і сподівань, спрямованих у майбутнє. Вони цитують Курта Пфайффера: "Премія Карла Великого простягається в майбутнє, і в той же час вона втілює в собі зобов'язання - зобов'язання найвищої етичної цінності. Вона спрямована на добровільне об'єднання європейських народів без будь-яких обмежень, щоб у своїй новознайденій силі вони могли захищати найвищі земні блага - свободу, людяність і мир - і гарантувати майбутнє своїх дітей і дітей своїх дітей".
У квітні 2008 року організатори Премії Карла Великого та Європейський Парламент спільно заснували нову Європейську молодіжну премію Карла Великого, яка відзначає внесок молодих людей у процес європейської інтеграції.

## Лауреати премії
- 1950 —  Ріхард Ніколас Куденгофе-Калерґі
- 1951 —  Хендрік Бругманс
- 1952 —  Альчіде де Гаспері
- 1953 —  Жан Моне
- 1954 —  Конрад Аденауер
- 1956 —  Вінстон Черчилль
- 1957 —  Поль-Анрі Спаак
- 1958 —  Робер Шуман
- 1959 —  Джордж Маршалл
- 1960 —  Жозеф Беш
- 1961 —  Вальтер Гальштайн
- 1963 —  Едвард Гіт
- 1964 —  Антоніо Сеньї
- 1966 —  Єнс Отто Краг
- 1967 —  Йозеф Лунс
- 1969 —  Європейська комісія
- 1970 —  Франсуа Сейду Форньє де Клозон
- 1972 —  Рой Дженкінс
- 1973 —  Сальвадор де Мадаріага
- 1976 —  Лео Тіндеманс
- 1977 —  Вальтер Шеєль
- 1978 —  Константінос Караманліс
- 1979 —  Еміліо Коломбо
- 1981 —  Сімона Вейль
- 1982 —  Хуан Карлос I
- 1984 —  Карл Карстенс
- 1986 —  Народ Люксембургу
- 1987 —  Генрі Кіссинджер
- 1988 —  Франсуа Міттеран і  Гельмут Коль
- 1989 —  Брат Роже (громада Тезе)
- 1990 —  Дьюла Горн
- 1991 —  Вацлав Гавел
- 1992 —  Жак Делор
- 1993 —  Феліпе Гонсалес
- 1994 —  Ґру Гарлем Брунтланн
- 1995 —  Франц Враніцкі
- 1996 —  Беатрікс
- 1997 —  Роман Герцог
- 1998 —  Броніслав Геремек
- 1999 —  Тоні Блер
- 2000 —  Білл Клінтон
- 2001 —  Дьордь Конрад
- 2002 —  Євро
- 2003 —  Валері Жискар д'Естен
- 2004 —  Пет Кокс
- 2004 — Надзвичайна премія: / Іван Павло II
- 2005 —  Карло Адзеліо Чампі
- 2006 —  Жан-Клод Юнкер
- 2007 —  Хав'єр Солана
- 2008 —  Ангела Меркель
- 2009 —  Андреа Ріккарді
- 2010 —  Дональд Туск
- 2011 —  Жан-Клод Тріше
- 2012 —  Вольфганг Шойбле
- 2013 —  Даля Грибаускайте
- 2014 —  Герман ван Ромпей
- 2015 —  Мартін Шульц
- 2016 — / Франциск
- 2017 —  Тімоті Ґартон Еш
- 2018 —  Емманюель Макрон
- 2019 —  Антоніу Гутерреш
- 2020 —  Клаус Йоганніс
- 2022 —  Світлана Тихановська, Марія Колесникова, Вероніка Цепкало
- 2023 —  Володимир Зеленський[2] та український народ.
- 2024 —  Пінхас Гольдшмідт, головний рабин, президент Конференції європейських рабинів (CER) та єврейських громад Європи
- 2025 —  Урсула фон дер Ляєн, Президент Європейської комісії

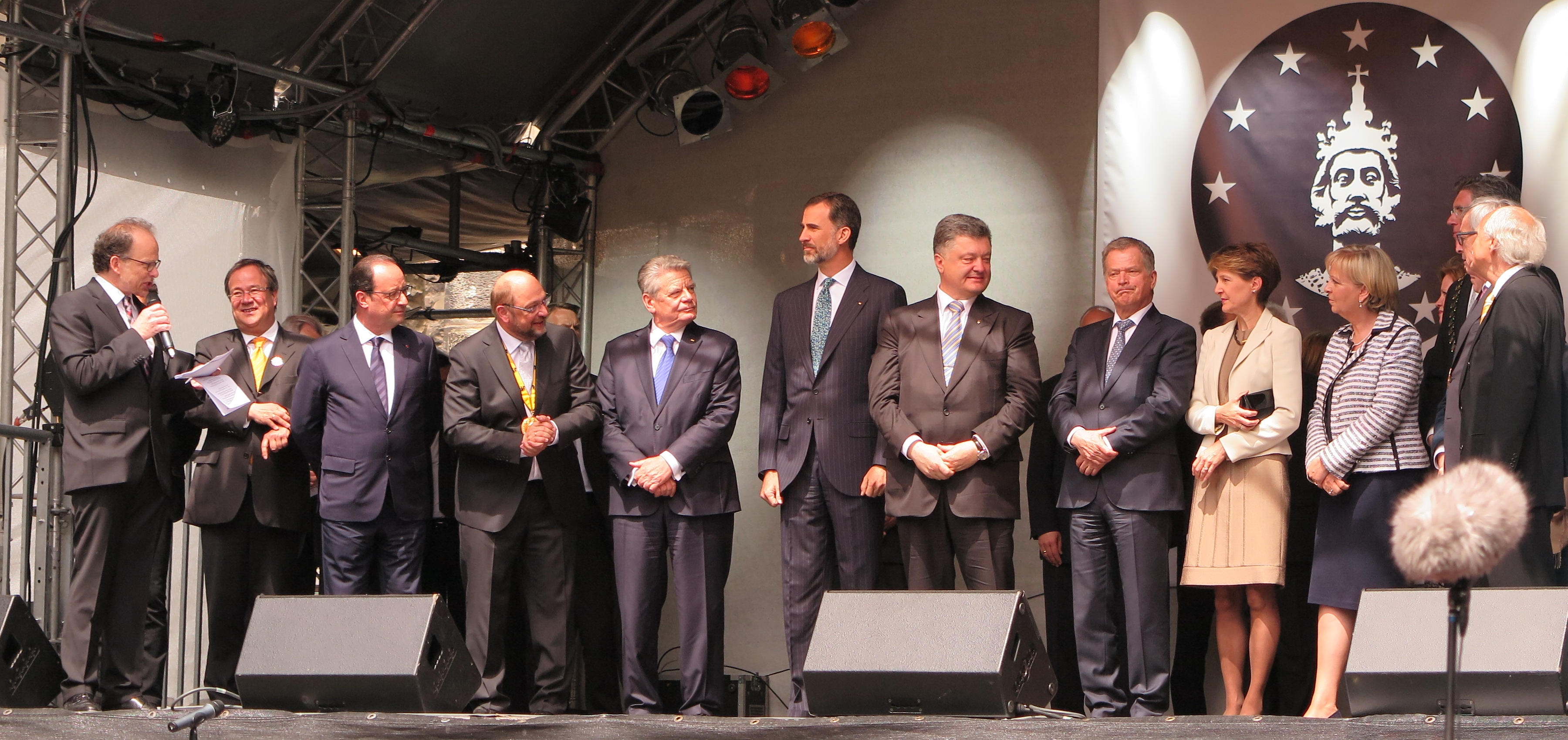
Після вручення Мартіну Шульцу Премії Карла Великого 2015 року почесні гості зустрілися на сцені Аахенського Катшхофу. На фото зліва направо: Бернд Бюттгенс (офіційний речник міста Аахен), Армін Лашет (лідер парламентської фракції ХДС у Північному Рейні-Вестфалії), Франсуа Олланд (президент Франції), Мартін Шульц (президент Європейського парламенту), Йоахім Гаук (президент Німеччини), Феліпе VI (король Іспанії), Петро Порошенко (Президент України), Саулі Нііністьо (Президент Фінляндії), Симонетта Соммаруга (Президент Швейцарії), Ханнелоре Крафт (Міністр-Президент землі Північний Рейн-Вестфалія), Юрген Лінден (Голова ради директорів Премії Карла Великого міста Аахен).